# Coucy-la-Ville
Coucy-la-Ville é uma comuna francesa na região administrativa de Altos da França, no departamento de Aisne. Estende-se por uma área de 6,11 km². Em 2010 a comuna tinha 281 habitantes (densidade: 46 hab./km²).